# Zvezdna kopica
Zvézdna kopíca je skupina zvezd, ki jih skupaj veže gravitacija. Obstajata dva različna tipa zvezdnih kopic:
- kroglaste – skupki zelo starih zvezd in
- odprte ali razsute – v splošnem vsebujejo mlade zvezde.

Razsute kopice se zaradi gravitacijskega vpliva velikih molekularnih oblakov sčasoma ločijo in se premikajo po galaksiji, članice kopice pa se premikajo skozi prostor v isti smeri, četudi niso več gravitacijsko vezane, in sčasoma tvorijo zvezdno asociacijo oziroma gibljivo skupino.